# Uitstapje
Een uitstapje (ook wel uitje) is een korte reis van een of enkele dagen die men maakt met plezier en ontspanning als hoofddoel. De meest bekende soorten uitstapjes kunnen worden onderverdeeld in privé uitstapjes en georganiseerde uitstapjes. Uitstapjes worden meestal met meerdere personen gemaakt. Voorbeelden zijn groepsuitjes met familie of met vrienden), bedrijfsuitjes, weekendjes weg (dit meestal met twee personen), stedentrips en evenementen.

## Bestemmingen

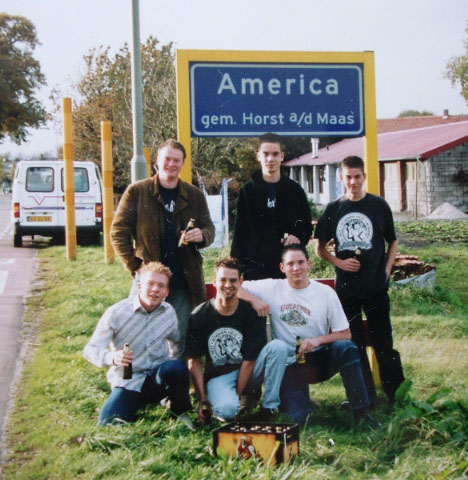
Een groep jongeren op weg naar een jaarlijks concert van Rowwen Hèze

Een ander kenmerk van uitstapjes anno 2021 is, dat ze altijd buiten de eigen woonplaats worden gemaakt. Hierbij blijft men vaak wel in het binnenland. Wanneer dit niet het geval is, blijft men wel nabij de Nederlandse grens; denk hierbij bijvoorbeeld aan een survival in de Ardennen of een bezoek aan een nabijgelegen attractiepark als dat in Kalkar.

## Inkomstenbron
Veel instellingen als musea, pretparken en toeristenbureaus gebruiken de behoefte van mensen aan het zo nu en dan maken van een uitstapje om extra inkomsten te genereren. Zo wordt reclame gemaakt met speciale weekendaanbiedingen, of worden arrangementen aangeboden waarbij bijvoorbeeld kinderen korting krijgen. Dergelijke aanbiedingen geven extra stimulans aan groepen om naar de betreffende attractie of locatie af te reizen in een weekend waarin men eigenlijk geen plannen had.

Tegenwoordig proberen de meeste organisatoren van evenementen en uitstapjes een "totaalpakket" te bieden: alles wordt verzorgd van eten tot overnachting, zodat men zich nergens meer over hoeft te bekommeren en rustig kan genieten van de vrije dag. Ook bij evenementen is dit te zien: er zijn steeds meer soorten entertainment te vinden en steeds meer soorten voeding of drank te koop.

## Media

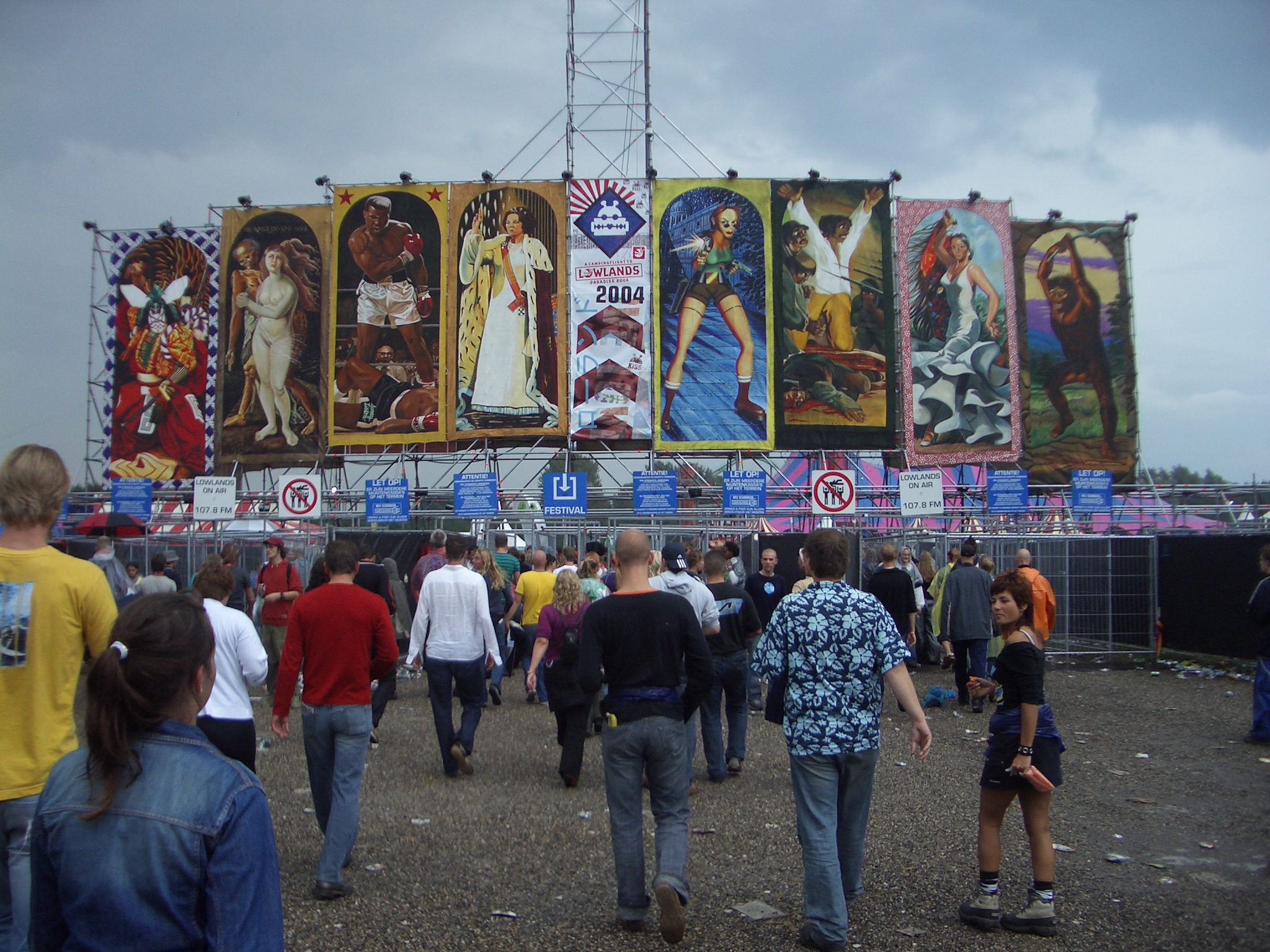
Bezoekers van het Lowlands festival in Biddinghuizen

Bekend is het reisprogramma Bestemming Nederland op RTL 4. Hierin presenteren Mariska van Kolck, Eric Bouwman (bekend van Idols en Stella Gommans vele mogelijkheden voor vakanties, weekendjes weg of dagjes uit in eigen land. Dat dergelijke tips gewild zijn in Nederland, blijkt wel uit de kijkcijfers: alleen al naar dit laatste programma kijken gemiddeld zo'n 800.000 mensen. Ook op het internet zijn talloze sites te vinden met -veelal commerciële- tips voor een dagje of weekendje weg.

## Speciale dagen en weekenden
Vooral op lokaal niveau worden regelmatig dagen en weekenden georganiseerd met als doel het vormen van een uitstapje voor vele mensen. Denk hierbij bijvoorbeeld aan het jaarlijkse Museumweekend, of aan vergelijkbare weekenden als het Molenweekend Noord-Holland-zuid of het Brabantse molenweekend. Ook meerdaagse festivals zoals de Uitmarkt hebben een dergelijk doel.